# Bilinga
Pour les articles homonymes, voir Bilinga (Burkina Faso).

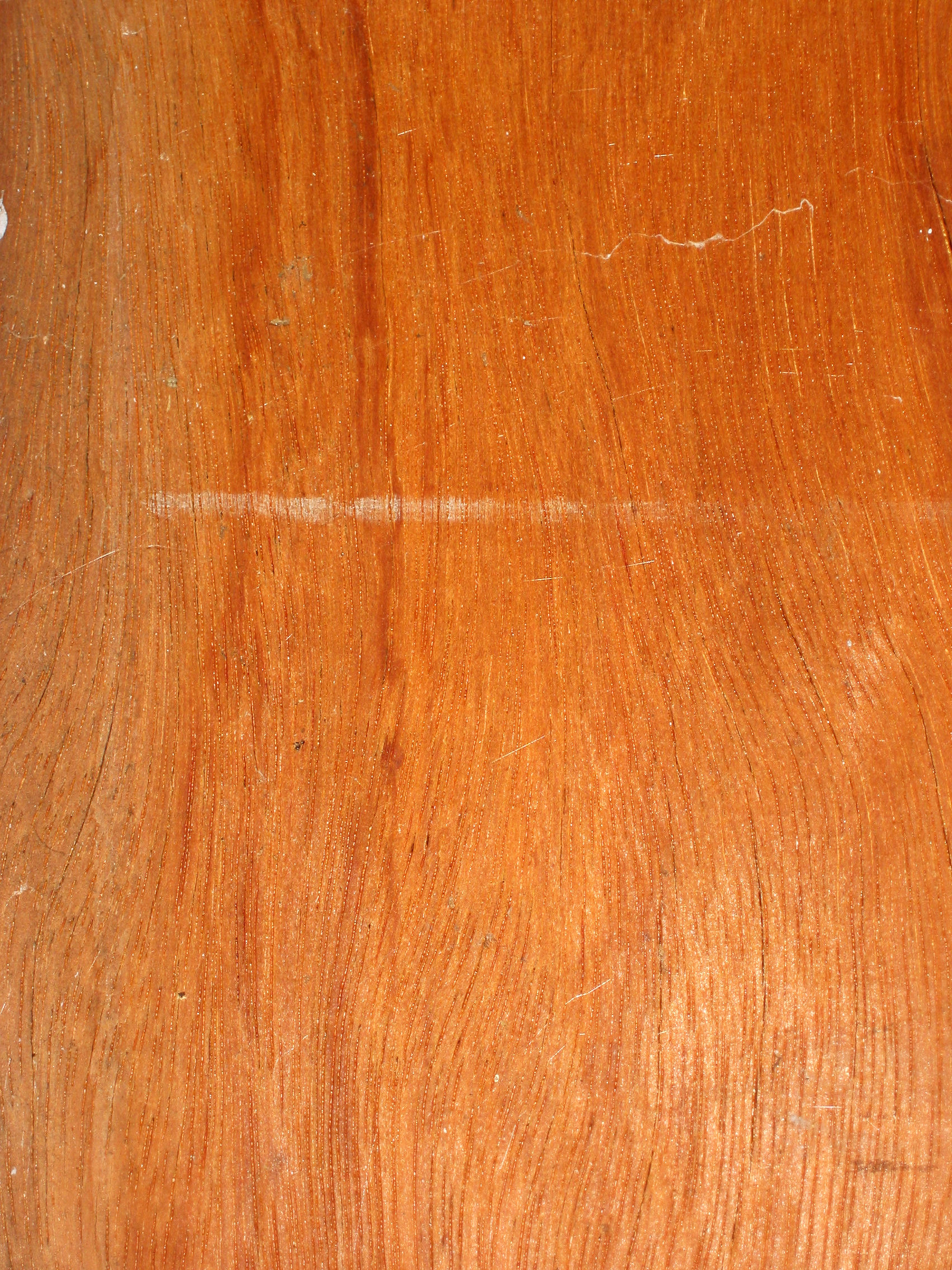
Panneau en bilinga

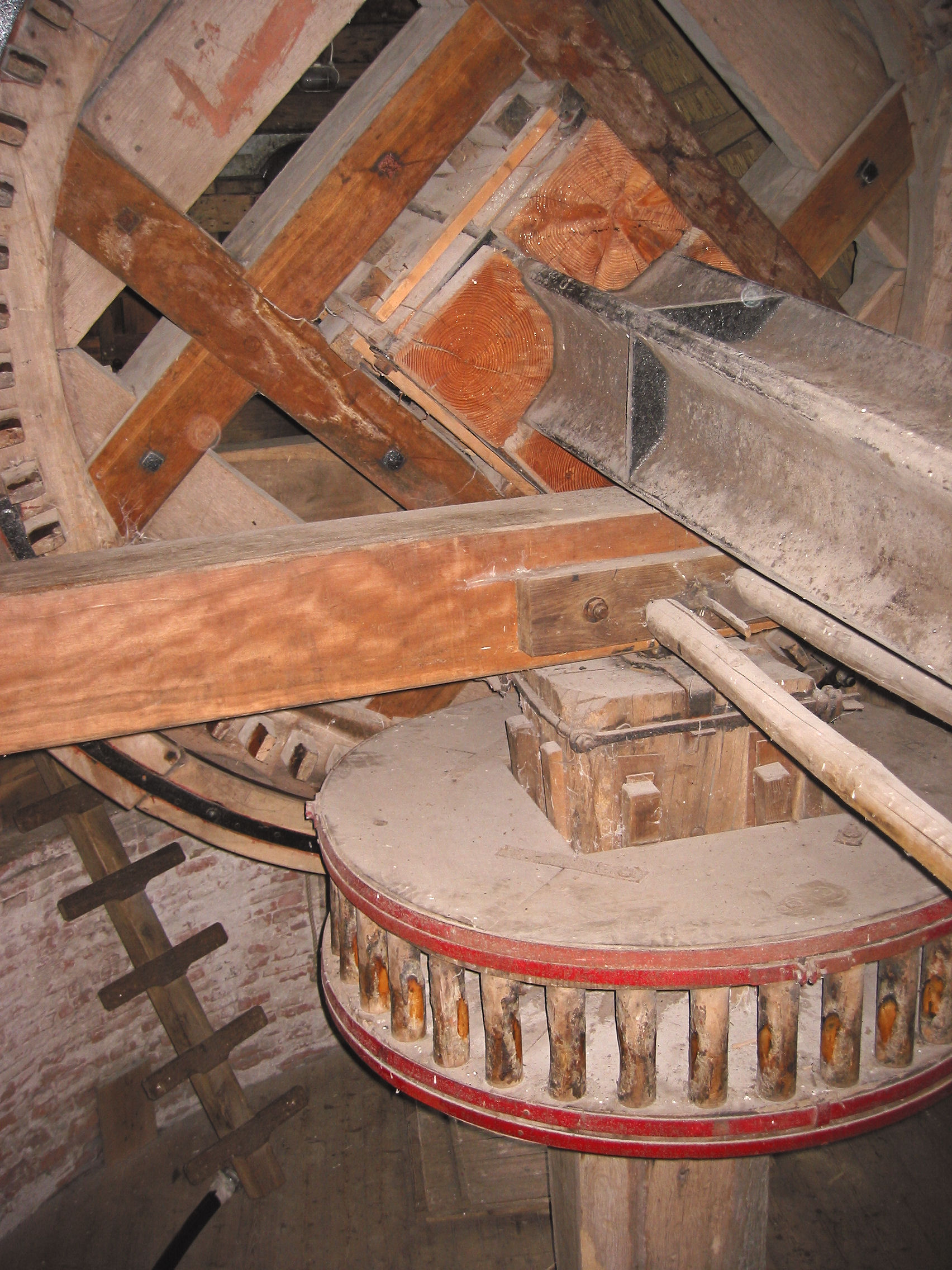
Machinerie d'un moulin à vent. De Hoop - Les alluchons de la lanterne sont en bilinga.

Le bilinga (également appelé Aloma en Allemagne et Opepe en Angleterre) est un bois africain, issu de Nauclea diderrichii de la famille des Rubiaceae. 
Le bois, qui pousse dans toute l'Afrique tropicale de la Sierra Leone à l'Ouganda, a à peu près la même densité que le véritable caryer, mais n'est pas aussi solide. Le bois est extrêmement lourd. Le diamètre des grumes est compris entre 60 et 90 centimètres. Le bois de cœur est jaune d'or à jaune orangé et légèrement chatoyant. L'aubier a un fil imbriqué. 
Dans les climats tempérés, le bois est très durable contre les champignons et contre les foreurs du bois sec et les termites. Il convient à une utilisation en milieu marin. Les bilinga peut être utilisé pour les traverses de chemin de fer, les poteaux, les ouvrages hydrauliques, les ponts les planches et les bordages de navires. Il peut également être utilisé pour les sols industriels lourds. Le bois peut également être utilisé pour le placage et les travaux d'ébénisterie. 